# Vergeltung
Als Vergeltung (auch Retaliation, ‚Wiedervergeltung‘) bezeichnet man im weitesten Sinn jede Reaktion auf eine vorhergegangene Aktion auf Gegenseitigkeit (Reziprozität). Nach dem Soziologen Richard Thurnwald ist Gegenseitigkeit, die einen Ausgleich zwischen Leistung und Gegenleistung herstellen will, ein Grundaspekt ethischer Gesellschaften und die Basis für jede soziale Vorstellung von Gerechtigkeit.
Ursprünglich verstand man unter Vergelten eine Gegenleistung oder Belohnung (Entgelt) für erwiesene Dienste. Verwandt ist der Begriff Geld für ein Tauschmittel, das verschiedene Leistungen oder Waren in Bezug auf ihren gemeinsamen Tauschwert vergleichbar und damit austauschbar werden lässt.
Die Idee der Wechselseitigkeit hat eine lange Geschichte. Sie ist die „Ausgleichende“ (wechselseitige) Gerechtigkeit des Aristoteles. „Do ut des“ lautet die entsprechende Gerechtigkeitsformel des römischen Rechts. Vergeltung beschreibt auch der Spruch „Wie Du mir, so ich Dir“. Gleiches wird mit Gleichem vergolten. Daher gehört das Vergelten auch zum Gleichheitsprinzip der westlichen Verfassungen und der Menschenrechtskonventionen. Einen anderen Ansatz der Wechselseitigkeit verfolgt hingegen die ebenfalls traditionsreiche Goldene Regel.
Heute wird Vergeltung meist als Strafe mit dem Charakter der Sühne und negativ im Sinne von Rache verstanden. Sie spielt in verschiedenen Religionen und Ideologien als kosmisches, rechtliches und/oder politisches Prinzip von Tun und Ergehen oder Lohn und Strafe eine besondere Rolle: im Verhältnis eines Gottes zu den Menschen wie unter den Menschen, im Diesseits oder im Jenseits.

## Vergeltung als Rechtsprinzip

### Herkunft
Das Vergeltungsprinzip ist eine Wurzel nicht nur des abendländischen Rechts: Man findet zum einen das sogenannte Ius talionis oder Lex talionis in frühen antiken Rechtstexten, die eine Verhältnismäßigkeit zwischen Tat und Sühne herstellen bzw. Schadensersatz gewähren wollen. Es gab aber zum anderen schon immer die mehrfache Vergeltung, das Duplum und auch darüber hinausgehende Bußen, allerdings nicht für Totschläge und Körperverletzungen. So gab es die doppelte bis zehnfache Buße bei bestimmten Vermögensdelikten.
Die Vergeltung bezieht sich aber nur auf Menschen untereinander. Sie ist also nicht bei kultischen Delikten zu finden und wird auch durchbrochen, wo mit der Strafe auch andere Strafzwecke verfolgt werden, wie General- und Spezialprävention. Außerdem hat sie nur dort eine Funktion, wo die Privatstrafe Teil der Rechtsordnung ist. Diese zeichnet sich dadurch aus, dass gegen einen Gruppenfremden oder eine fremde Gruppe ein Strafanspruch besteht oder die Strafe vom Verletzten vollzogen wird oder ihm zugutekommt. Dabei handelt es sich darum, dass bisher außerrechtliche Auseinandersetzungen verrechtlicht werden: Aus Krieg wird Fehde, aus Fehde Prozess. Im Zuge dieser Entwicklung wurden die Sanktionen von der Duldung brachialer Aktionen zu Vermögensbußen abgewandelt. Ein wesentlicher Anwendungsfall der Vergeltung ist die Blutrache in geschlechterrechtlich organisierten Gesellschaften. Die Vergeltung ist häufig nicht nur ein Recht des Verletzten, sondern auch eine Pflicht, deren Verletzung die Verpflichteten ehrlos macht, oder eine Obliegenheit, die ihn bestimmter Rechte beraubt. Dies verhinderte auch lange Zeit die Entgegennahme einer Bußzahlung (Wergeld) als Vergeltung, weil sie als entehrend galt. Das Rechtsprinzip der Vergeltung hörte auf, als das Strafrecht zum öffentlichen Recht wurde. Dieser Prozess setzte bereits im 12. Jahrhundert ein.

### Fränkisches und germanisches Recht
In den alten fränkischen und germanischen Rechten sind Bußen, die die Talion um ein Vielfaches überschritten, regelmäßig anzutreffen.
In der Lex Salica (6. Jahrhundert) wurde bereits zwischen Wiedergutmachung des Schadens, der dilatura und der Strafe, die wahrscheinlich auch dem Verletzten zugutekam, unterschieden, so dass man eigentlich nur bei der Strafe von Vergeltung sprechen kann. Die Strafe überstieg in der Regel die Talion:

„Wenn ein Freier außerhalb des Hauses etwas im Wert von 2 Pfennig stiehlt, werde er zu 600 Pfennig gleich 15 Schilling außer Wertersatz und dilatura verurteilt.“

Besonders deutlich wird die Trennung, wenn Strafe und Wiedergutmachungspflicht verschiedene Personen treffen:

„Wenn [ein Knecht] etwas im Werte von 40 Pfennig stiehlt, werde er entweder entmannt oder er gebe 240 Pfennig gleich 6 Schilling. Doch der Herr des Knechtes, der den Diebstahl beging, leiste dafür Wertersatz.“

Bei den Tötungen und Körperverletzungen werden nur Geldstrafen ausgeworfen, die aber wahrscheinlich den Verletzten oder Angehörigen zustanden. Nur, wenn weder der Täter noch die Verwandten die Strafe aufbringen konnten, wurde die Todesstrafe verhängt.
Im Königsgesetz von 818/819 wurde für die Tötung eines Menschen in der Kirche die Todesstrafe verhängt. Wenn es aber in Selbstverteidigung geschah, so zahlte er zusätzlich zur Bannbuße 600 Schilling für die Entweihung der Kirche und musste die Buße, die die Geistlichen festsetzten, „die der Tat, die er beging, entspricht“, auf sich nehmen. Die Verletzung eines Priesters wurde dreifach gebüßt: Zwei Teile erhielt der Priester, der Dritte als Friedensgeld ging an die Kirche und zusätzlich die Bannbuße für den König.
In der Lex ribuaria war für Straftaten gegen Gefolgsleute des Königs die dreifache Buße angeordnet. Das Gleiche galt für Straftaten gegen die Kirche in der Lex Alamannorum. Auch in der Lex Baiuvariorum wurde die Talion überschritten. Für einen getöteten Kirchenknecht wurde z. B. angeordnet, zwei Knechte zu stellen. Auch im Capitulare Saxonicum von 797 wurde für die Tötung eines Königsboten dreifache Buße festgesetzt. Auch in der Lex Thuringorum und in der Lex Francorum Chamavorum sind für Diebstähle von Haustieren mehrfache Bußen angeordnet. In der Lex Frisionum ist für die Tötung einer Geisel neunfache Buße angeordnet. In den Gesetzen Æthelberhts von Kent ist ebenfalls die neunfache Buße für Diebstahl am Königsgut bestimmt.
Im Uplandslag des schwedischen Königs Birger war die Tötung aus dem Hinterhalt mit zweifacher Buße belegt. Nach diesem Gesetz konnte der Diebstahl von einer halben Mark oder mehr mit dem Tod durch Hängen bestraft werden, wenn der Bestohlene sich nicht mit einer Buße begnügte. Auch in der Lex Gundobada des Königs Gundobad von Burgund wurde Viehdiebstahl mit dem Tode des Diebes und der Verknechtung der mitwissenden Ehefrau und der Kinder über 14 Jahre bestraft.
Auch schwere Beleidigungen können mit dem Tod vergolten werden: In Gulathingslov werden Vorwürfe der Homosexualität aufgezählt. „Da mag er ihn auch deshalb wie einen friedlosen Mann für diese Worte, die ich aufgezählt habe, töten, wenn er sie durch Zeugen feststellt.“ Soweit dem König ein Bußanspruch zustand, konnten Täter und Verletzter die Sache auch nicht auf sich beruhen lassen und so den Anspruch des Königs vereiteln. Nach der Grágás gibt es ein Totschlagsrecht für Männer hinsichtlich einer bestimmten Gruppe ihm nahestehender Frauen, wenn sie sexuell missbraucht wurden.

### Griechisch-römische Antike
Ähnliche Entwicklungen zu einer Kodifizierung und Verrechtlichung archaischen Rachedenkens lassen sich auch sonst in der Antike feststellen, etwa bei Drakon in Athen (621 v. Chr.). Bloße Selbstjustiz wurde als Gefahr für das Gemeinwesen erkannt: Wo Rache um jeden Preis gesucht wird, dort herrscht unbeschränkte Willkür und Gewalt (vgl. Bellum omnium contra omnes), die zu Maß- und Fristlosigkeit tendiert und damit den Anlass und Ausgangsschaden weit übertrifft. Die Rache sollte durch Recht zurückdrängt werden: Dazu erforderte es ein auf ein Gewaltmonopol gestütztes Gerichtswesen, also eine sozial anerkannte allgemeine Rechtsinstanz, die das Vergehen und das Strafmaß feststellen und seine Ausführung überwachen sollte. Damit kamen aber andere Strafzwecke ins Spiel: Auf Seneca wird der Satz zurückgeführt:

„Kein Vernünftiger straft allein wegen des begangenen Unrechts; der Vernünftige straft, um künftige Gefahr zu verhüten.“

Damit ist der Gedanke der Vergeltung grundsätzlich in Frage gestellt.

## Vergeltung als religiöse Ethik

### Judentum
Im Tanach erscheint der Rechtssatz Leben für Leben, Auge für Auge… nur in Bezug auf Fälle von Körperverletzung oder Meineid und nur als Anrede an Täter (-angehörige) und Richter, nicht an Geschädigte. In den im Talmud gesammelten Erörterungen der Rabbiner wurde dieser Rechtssatz seit dem 1. Jahrhundert vor Christus diskutiert; dabei setzte sich die Auffassung durch, dass er nur einen der Tat angemessenen Schadensersatz, keine gleichartige Schadenszufügung verlange.

### Christentum
Im Neuen Testament stellt Jesus von Nazaret das jüdische Toragebot der Nächstenliebe, die er als Feindesliebe aktualisiert, dem Vergeltungsrecht gegenüber. So heißt es in Mt 5, 38ff.:

„Ihr habt gehört, dass da gesagt ist: ‚Auge um Auge, Zahn um Zahn.‘ Ich aber sage euch, dass ihr nicht widerstreben sollt dem Übel; sondern, so dir jemand einen Streich gibt auf deinen rechten Backen, dem biete den andern auch dar. Und so jemand mit dir rechten will und deinen Rock nehmen, dem lass auch den Mantel. […] Liebet eure Feinde; segnet, die euch fluchen; tut wohl denen, die euch hassen, bittet für die, die euch beleidigen und verfolgen.“

Auch hier handelt es sich um eine personale Relation, nicht um staatliches Recht.
Wo irdische Vergeltung ausbleiben könnte, wird unter Christen auf Gott verwiesen – vgl. den Dank: „Vergelt’s Gott“.

### Islam
Der Offenbarungscharakter des koranischen Vergeltungsrechts und dessen konkrete Strafbestimmungen begrenzen im Islam die Auslegungsmöglichkeiten des Talionsgebots. Die Schari'a macht offenbartes, durch Auslegungen Mohammeds (Sunna) und spätere Rechtsprechung tradiertes Recht für alle Lebensbereiche geltend. Sie unterscheidet grundlegend zwischen Verstößen gegen Gottesrecht und Menschenrecht. Erstere werden mit im Koran festgelegten Grenzstrafen (ḥudūd) – meist Steinigung oder Geißelung – bestraft, um die göttliche Ordnung zu sichern; Letztere werden entweder durch Familienangehörige der Opfer vergolten (qiṣāṣ) oder nach dem Ermessen eines Richters bestraft.
Bei Vergehen gegen Leib und Leben anderer Menschen wird die Wiedervergeltung nach Sure 5,45 angewandt. Ein islamisches Gericht muss zuerst die Schuld des Täters feststellen. Dabei reichen die Aussage des Opfers und eines anderen Zeugen für eine Verurteilung aus. Diese müssen keine direkten Augenzeugen sein; auch ein Indizienbeweis wird in Qiṣāṣ-Fällen zugelassen.
Bei gerichtlich festgestellter Körperverletzung dürfen das Opfer oder seine Familie dem Täter unter Aufsicht des Richters die exakt gleiche Verletzung zufügen, die er dem Opfer zugefügt hatte. Der Täter muss zudem eine gute Tat für Gott begehen, etwa fasten oder eine Geldspende entrichten, früher einen Sklaven freilassen. Bei Tötungsdelikten wird der Täter nur dann getötet, wenn der nächste männliche Verwandte des Opfers dies vor Gericht verlangt. Zudem darf die Vergeltung gemäß Sure 2,178 nur dann vollstreckt werden, wenn Täter und Opfer „gleich“ sind: Für einen Mann darf nur ein anderer Mann, für eine Frau eine andere Frau, für einen Sklaven ein Sklave getötet werden. Diese Bedingung erfüllen nur wenige Fälle, so dass dann nur eine vom Richter festgesetzte Strafe in Betracht kommt. Diese kann je nach Beurteilung des Einzelfalls von Freispruch bis zur Todesstrafe reichen. Ein Verfahren wird sofort eingestellt, wenn das Opfer dem Täter vergibt oder dieser glaubhaft und nachhaltig Reue bekundet.
Wer dieses Wiedervergeltungsrecht bricht, kann auf Antrag des Opfers oder seiner Familie strafverfolgt werden. Faktisch üben Opferfamilien jedoch oft Selbstjustiz, die als Blutrache für die Verletzung der Familienehre gesellschaftlich gebilligt und vielfach nicht verfolgt wird. Erst die Tötung dessen, der die Ehre verletzt hat, gilt als deren Wiederherstellung.
Wenn eine Wiedervergeltung wegen Ungleichheit von Täter und Opfer nicht möglich ist oder die Familie des Opfers sie nicht verlangt, kann diese dafür einen Blutpreis (diyā) beanspruchen. Für eine Frau ist das Blutgeld nur halb so hoch. Auch für Nichtmuslime ist es meist niedriger. Bei einer Körperverletzung wird die Höhe nach der Schwere der Tat abgestuft. Die Zahlung ersetzt nicht die gute Tat, die ein Täter auch dann begehen muss.
In Koran und Hadith erscheint das Prinzip der (göttlichen) Vergeltung oftmals im Zusammenhang mit dem Jüngsten Tag in eschatologischer Bedeutung, indem den Rechtschaffenen das Paradies und den Frevlern die Hölle zugesprochen wird.

### Asiatische Religionen
Hinduismus, Buddhismus und Taoismus glauben an das ewige Rad des Karma: das vom Selbst erzeugte schicksalhafte universale Vergeltungsgesetz. Das menschliche Wiedervergelten ist demgegenüber gerade nicht gefordert, sondern soll überwunden werden, weil es karmische Wirkungen erzeugt.
Der taoistische Begriff des Geschehenlassens (Wu wei) rät zu einem widerstandslosen auf Gegengewalt verzichtenden Annehmen des erlittenen Unrechts. Der Buddhismus betont die negative Rückwirkung von Vergeltungsgedanken sowie die Gefahr einer leidverursachenden Verlängerung von Feindseligkeit und Gewalt:

„Er beschimpfte mich, schlug mich, besiegte mich, beraubte mich – jenen, die darüber grübeln, kommt ihre Feindseligkeit nicht zum Erliegen. Feindseligkeiten kommen nicht durch Feindseligkeiten zum Erliegen, egal was passiert. Feindseligkeiten kommen durch Nicht-Feindseligkeit zum Erliegen: dies – eine nie endende Wahrheit. Nicht so wie jene, die nicht erkennen, dass wir hier am Rande des Todes sind – die, die es erkennen: ihre Streitigkeiten sind zum Erliegen gekommen.“

Mahatma Gandhi machte auf die unweigerlichen Folgen jeder gewaltsamen Rache aufmerksam. Ihm wird das Zitat zugeschrieben: „Auge um Auge – und die ganze Welt wird erblinden.“

## Vergeltung in der säkularen Neuzeit
Das Talionsprinzip wurde allmählich abgewandelt: Man versuchte, unter dem Stichwort „Angemessenheit“ den Gesichtspunkt des Gleichgewichts zwischen Tat und Strafe auch im staatlichen Strafrecht zur Geltung zu bringen. Demzufolge sollte das Strafmaß sich nunmehr nicht mehr wie bisher am Schaden, den der Täter verursacht hatte, orientieren, sondern sich nach der kriminellen Energie des Täters bemessen. Diese wurde als Unrecht gewertet, insofern sie gegen eine allgemeingültige Rechtsnorm verstößt. Dabei unterschied bereits die Antike zunehmend genau zwischen Unfall, Versehen, Fahrlässigkeit und Vorsatz. Letzterer rückte neuzeitlich in den Mittelpunkt der Rechtsphilosophie: Denn mit dem im Naturrecht begründeten Menschenrechten war das Bild eines ethisch verantwortlichen Täters verbunden, der moralische Entscheidungsfreiheit besitze und darum schuldfähig sei.
Immanuel Kant leitete in seiner Metaphysik der Sitten 1797 Qualität und Quantität der
Strafe aus dem Ius talionis her: Dieses war für ihn die Basis der den Individuen übergeordneten staatlichen Rechtsordnung. Ihm war bewusst, dass ein Rechtsstaat das Prinzip ‘Gleiches mit Gleichem’ nicht buchstäblich erfüllen könne, aber gleichwohl durchsetzen müsse, um die Rechtsordnung zu wahren und Unrecht zu „sühnen“. Daher müsse er nach einem „Surrogat zur Befriedigung der Gerechtigkeit“ suchen, also einer staatlichen Sanktion, die „proportionirlich mit der inneren Bösartigkeit der Verbrecher“ zu halten sei. Er bestand daher auf der Hinrichtung eines Mörders sogar für den fiktiven Fall, dass eine Gesellschaft ihre Selbstauflösung beschließe:

„Selbst wenn sich die bürgerliche Gesellschaft mit allen Gliedern in Einstimmung auflöste (z. B. das eine Insel bewohnende Volk beschlösse, auseinanderzugehen und sich in aller Welt zu zerstreuen), müsste der letzte im Gefängnis befindliche Mörder vorher hingerichtet werden, damit Jedermann das widerfahre, was seine Taten wert sind, und die Blutschuld nicht auf dem Volke hafte, das auf die Bestrafung nicht gedrungen hat: weil es als Teilnehmer an dieser öffentlichen Verletzung der Gerechtigkeit betrachtet werden kann.“

Kant hielt damit den biblischen Gedanken fest, dass die Strafe nicht nur eine Norm oder einen sozialen Zweck erfüllen, sondern eine Tat am Täter sühnen müsse und dafür das Kollektiv verantwortlich sei. Aber er war sich auch darüber im Klaren, dass ein Gleichgewicht zwischen Tat und Vermögensstrafe nicht auch ein Gleichgewicht bei den Tätern bewirke, weil ein Reicher sich eine solche Tat im Gegensatz zum Armen durchaus erlauben können. Damit hatte er das Vergeltungsprinzip der Privatstrafe auf die Vergeltung gesellschaftlicher Rechtsgüter übertragen.
Der Rechtswissenschaftler Hans Welzel (1904–1977) übernahm diesen Gedanken und vertrat, dass die Schuld des Täters das Strafmaß nicht nur rechtfertigen, sondern auch „zumessen“ solle. Dieser Gedanke ist in § 46 des bundesdeutschen Strafgesetzbuchs eingeflossen:

„Die Schuld des Täters ist Grundlage für die Zumessung der Strafe.“

Die präventiven Strafzwecke blieben ausgeblendet, ebenso, dass die Zumessung sich im Rahmen des vom Gesetz vorgegebenen Strafrahmens halten müssen, der seinerseits das Maß persönlicher Schuld des einzelnen Täters in seinem generalisierenden Strafanspruch gar nicht berücksichtigen kann. Damit ist der Vergeltungsgedanke im Strafrecht auch unter den Überlegungen Kants vollständig aufgelöst. Dies zeigt sich auch an den Strafnormen, die weit vor einem wie auch immer definierten durch den Täter verursachten gesellschaftlichen Schaden liegen, sodass ein wie auch immer geartetes Gleichgewicht zwischen angerichtetem Schaden und Strafe überhaupt nicht bemessen werden kann, sondern allein polizeipräventive Gesichtspunkte eine Rolle spielen, wie beim privaten Besitz von Rauschgift oder bestimmter pornografischer Erzeugnisse.

## Vergeltung als Universalgesetz
Die Idee der Vergeltung beziehungsweise das Prinzip „Tit for Tat“ wird als ein wesentliches Prinzip der Kooperation unter Lebewesen angesehen. Denn, so schreibt der Politologe Robert Axelrod  „unbedingte Kooperation tendiert dazu, den anderen Spieler zu verderben; sie beläßt die Bürde der Besserung schädigender Spieler bei dem übrigen Teil der Gemeinschaft, was es nahelegt, daß Reziprozität eine bessere Grundlage für Moralität ist als unbedingte Kooperation“. Auch das Schwarmverhalten spiegelt den Gedanken der wechselseitigen Achtung.

## Vergeltung als politische Strategie

### Nationalsozialismus

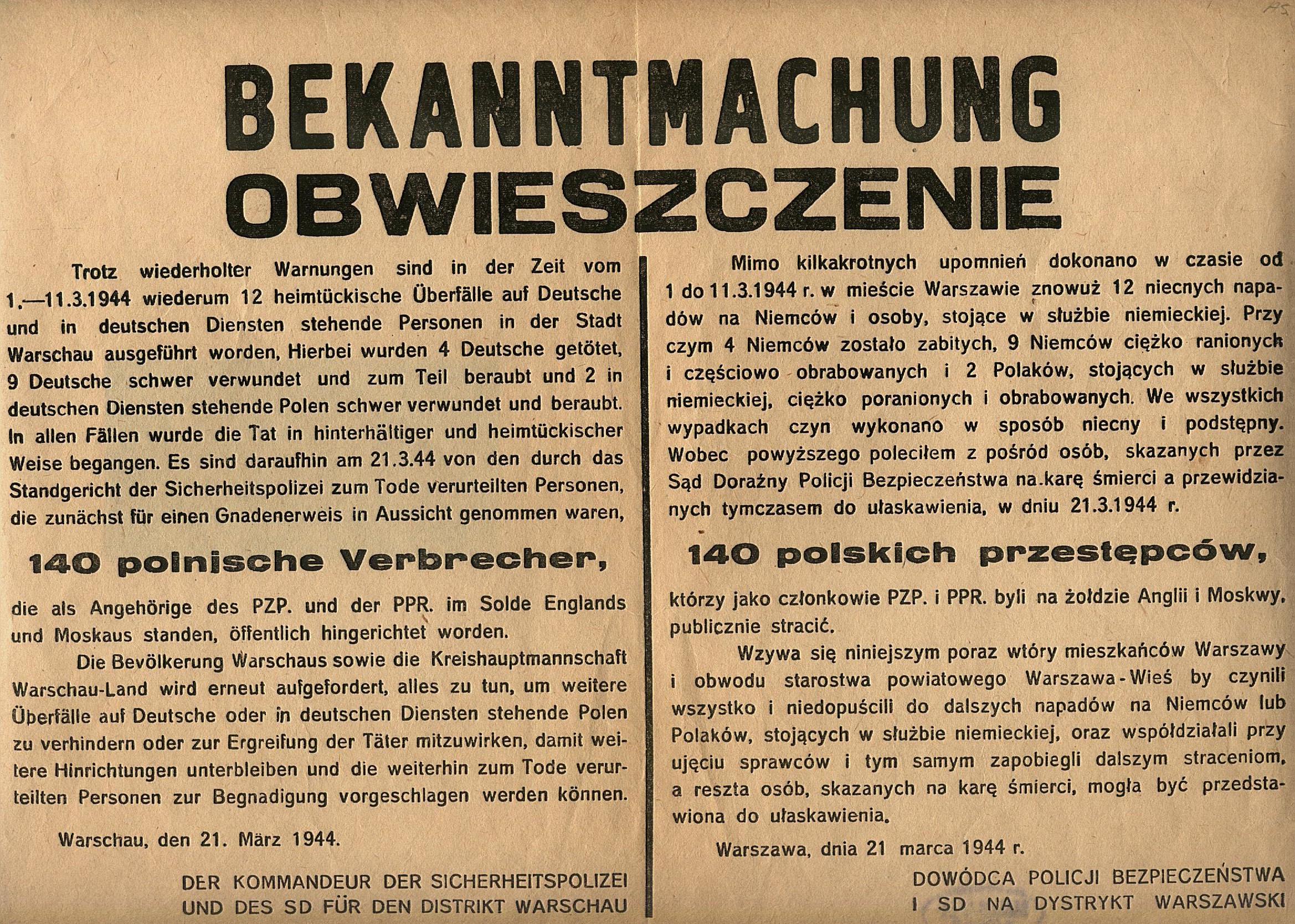
Deutsche Vergeltungsmaßnahme in Warschau (1944)

Erbarmungslose Vergeltung wurde in der „politischen Religion“ des Nationalsozialismus zum einen als jüdische Wesenseigenschaft, zum anderen als eine Art Naturgesetz und notwendige Selbstbehauptung im „Rassenkampf“ propagiert.

### Vergeltung als Kriegsstrategie
Im 20. Jahrhundert gewann der Luftkrieg mit Bombenangriffen auf feindliches Hinterland eine dominierende Rolle in der Kriegsführung. Seitdem ist Vergeltung ein verbreitetes Propagandaschlagwort für aktive oder reaktive Luftangriffe geworden. So flog die deutsche Luftwaffe vom 20. Januar bis Mai 1944 Angriffe auf britische Städte, vor allem London, die als Vergeltung für vorausgegangene britische Luftangriffe auf deutsche Städte ausgegeben wurden. Diese – von Briten als „Babyblitz“ verspottet – hatten keinen militärischen Zweck. Seit 1943 kündigte das NS-Regime „Vergeltungswaffen“ an, die eine entscheidende Kriegswende herbeiführen sollten. Diese seit Juni 1944 einsetzbaren V1- und V2-Raketen waren nicht präzise lenkbare Fernwaffen, die nur dem Terror der feindlichen und der Beruhigung der eigenen Bevölkerung dienten oder dienen sollten. Als ebenso sinnlos bewerten manche Historiker heute auch die alliierten Luftangriffe auf Dresden und Hamburg.
Im Kalten Krieg spielten auf beiden Seiten des Ost-West-Konflikts konventionelle und vor allem atomare Kriegsszenarien und Vergeltungsstrategien zwecks Abschreckung des Gegners eine zentrale Rolle. Seit den Atombombenabwürfen auf Hiroshima und Nagasaki 1945 bis 1954 drohten die USA der Sowjetunion „massive Vergeltung“ (engl.: massive retaliation) „an Orten und mit Mitteln eigener Wahl“ für jeden nicht näher definierten Expansionsversuch an. Erst nachdem die Sowjetunion 1954 ebenfalls nicht nur Atombomben, sondern auch Wasserstoffbomben und Langstreckenbomber besaß, erreichte sie ein atomares „Gleichgewicht des Schreckens“. Dieses „Atompatt“ basierte auf der Fähigkeit zum vernichtenden Zweitschlag auch im Falle eines Überraschungsangriffs durch den Gegner (Mutual assured destruction). Dies zwang die USA, ihre Strategie zur „flexiblen Antwort“ (Flexible Response) zu modifizieren.
Das moderne Völkerrecht erlaubt keine Vergeltung. Vom allgemeinen Gewaltverbot kennt es nur wenige Ausnahmen, insbesondere das Recht zur Selbstverteidigung.